# Esqui estilo livre nos Jogos Olímpicos de Inverno de 2022 - Halfpipe feminino
A competição do halfpipe feminino do esqui estilo livre nos Jogos Olímpicos de Inverno de 2022 foi disputada nos dias 17 e 18 de fevereiro no Parque de Neve Genting, em Zhangjiakou.

## Medalhistas
| Ouro   | CHN Eileen Gu      |
| Prata  | CAN Cassie Sharpe  |
| Bronze | CAN Rachael Karker |

## Resultados

### Qualificação
As doze melhores atletas classificam-se à final.
| Pos. | Bib | Ordem | Atleta             | País               | 1ª descida | 2ª descida | Melhor | Notas |
| ---- | --- | ----- | ------------------ | ------------------ | ---------- | ---------- | ------ | ----- |
| 1    | 1   | 3     | Eileen Gu          | CHN China          | 93.75      | 95.50      | 95.50  | Q     |
| 2    | 3   | 2     | Rachael Karker     | CAN Canadá         | 88.50      | 89.50      | 89.50  | Q     |
| 3    | 8   | 9     | Kelly Sildaru      | EST Estônia        | 87.50      | DNS        | 87.50  | Q     |
| 4    | 2   | 5     | Zoe Atkin          | GBR Grã-Bretanha   | 85.25      | 86.75      | 86.75  | Q     |
| 5    | 6   | 15    | Zhang Kexin        | CHN China          | 77.50      | 86.50      | 86.50  | Q     |
| 6    | 4   | 4     | Cassie Sharpe      | CAN Canadá         | 86.25      | 79.00      | 86.25  | Q     |
| 7    | 9   | 16    | Li Fanghui         | CHN China          | 84.75      | 19.25      | 84.75  | Q     |
| 8    | 7   | 8     | Brita Sigourney    | USA Estados Unidos | 80.50      | 84.50      | 84.50  | Q     |
| 9    | 5   | 1     | Hanna Faulhaber    | USA Estados Unidos | 84.25      | 82.00      | 84.25  | Q     |
| 10   | 12  | 17    | Carly Margulies    | USA Estados Unidos | 79.00      | 82.25      | 82.25  | Q     |
| 11   | 15  | 13    | Amy Fraser         | CAN Canadá         | 75.25      | 75.75      | 75.75  | Q     |
| 12   | 13  | 20    | Sabrina Cakmakli   | GER Alemanha       | 71.50      | 36.50      | 71.50  | Q     |
| 13   | 10  | 18    | Devin Logan        | USA Estados Unidos | 71.00      | 62.00      | 71.00  |       |
| 14   | 17  | 7     | Alexandra Glazkova | ROC                | 67.00      | 69.25      | 69.25  |       |
| 15   | 14  | 19    | Saori Suzuki       | JPN Japão          | 68.75      | 66.25      | 68.75  |       |
| 16   | 16  | 6     | Wu Meng            | CHN China          | 12.50      | 67.75      | 67.75  |       |
| 17   | 20  | 10    | Kim Da-eun         | KOR Coreia do Sul  | 44.50      | 45.50      | 45.50  |       |
| 18   | 18  | 14    | Chloe McMillan     | NZL Nova Zelândia  | 41.75      | 43.50      | 43.50  |       |
| 19   | 21  | 12    | Anja Barugh        | NZL Nova Zelândia  | 38.50      | 12.25      | 38.50  |       |
| 20   | 11  | 11    | Jang Yu-jin        | KOR Coreia do Sul  | 3.75       | 4.25       | 4.25   |       |

### Final
A final foi composta de 3 descidas, com a melhor descida entrando na pontuação final da atleta.
| Pos. | Bib | Ordem | Atleta           | País               | 1ª descida | 2ª descida | 3ª descida | Melhor |
| ---- | --- | ----- | ---------------- | ------------------ | ---------- | ---------- | ---------- | ------ |
| 01 ! | 1   | 12    | Eileen Gu        | CHN China          | 93.25      | 95.25      | 30.00      | 95.25  |
| 02 ! | 4   | 7     | Cassie Sharpe    | CAN Canadá         | 89.00      | 90.00      | 90.75      | 90.75  |
| 03 ! | 3   | 11    | Rachael Karker   | CAN Canadá         | 87.75      | 85.25      | 38.00      | 87.75  |
| 4    | 8   | 10    | Kelly Sildaru    | EST Estônia        | 80.25      | 87.00      | 85.00      | 87.00  |
| 5    | 9   | 6     | Li Fanghui       | CHN China          | 81.75      | 86.50      | 16.75      | 86.50  |
| 6    | 5   | 4     | Hanna Faulhaber  | USA Estados Unidos | 85.25      | 84.50      | 19.00      | 85.25  |
| 7    | 6   | 8     | Zhang Kexin      | CHN China          | 78.75      | 25.75      | 3.25       | 78.75  |
| 8    | 15  | 2     | Amy Fraser       | CAN Canadá         | 75.25      | 35.75      | 11.00      | 75.25  |
| 9    | 2   | 9     | Zoe Atkin        | GBR Grã-Bretanha   | 18.75      | 10.75      | 73.25      | 73.25  |
| 10   | 7   | 5     | Brita Sigourney  | USA Estados Unidos | 70.75      | 60.00      | 12.25      | 70.75  |
| 11   | 12  | 3     | Carly Margulies  | USA Estados Unidos | 24.75      | 1.75       | 61.00      | 61.00  |
| 12   | 13  | 1     | Sabrina Cakmakli | GER Alemanha       | 40.00      | 54.00      | 42.75      | 54.00  |

Legenda
| Recorde mundial      | Recorde mundial (World record)               |                       | Recorde africano                      | Recorde africano (African) |                                           | Q | Classificado por posição (Qualified) |
| Recorde olímpico     | Recorde olímpico (Olympic record)            | Recorde da América    | Recorde da América (Americas)         | q                          | Classificado por melhor tempo (Qualified) |   |                                      |
| Melhor marca do ano  | Melhor marca do ano (World leading)          | Recorde asiático      | Recorde asiático (Asian)              | DNS                        | Não largou (Did not start)                |   |                                      |
| Recorde nacional     | Recorde nacional (National record)           | Recorde europeu       | Recorde europeu (European)            | DNF                        | Não terminou (Did not finish)             |   |                                      |
| Recorde pessoal      | Recorde pessoal do atleta (Personal best)    | Recorde da Oceania    | Recorde da Oceania (Oceania)          | DSQ / DQ                   | Desclassificado (Disqualified)            |   |                                      |
| Recorde da temporada | Recorde da temporada do atleta (Season best) | Recorde sul-americano | Recorde sul-americano (South America) | NM                         | Sem marca (No mark)                       |   |                                      |